# Cravent
Cravent ist eine Gemeinde im französischen Département Yvelines in der Île-de-France. Sie gehört zum Kanton Bonnières-sur-Seine im Arrondissement Mantes-la-Jolie. Sie grenzt im Nordwesten an Villegats, im Norden an Chaufour-lès-Bonnières, im Osten an Lommoye, im Süden an Villiers-en-Désœuvre und im Südwesten an Breuilpont. Die Bewohner nennen sich Craventais oder Craventaises.

## Sehenswürdigkeiten
- Militärfriedhof
- Schloss von Cravent
- Kriegerdenkmal
- Kirche der Dreifaltigkeit der Jungfrau Maria und der Geburt Christi (Église de la Trinité-de-la-Vierge-et-de-la-Nativité)

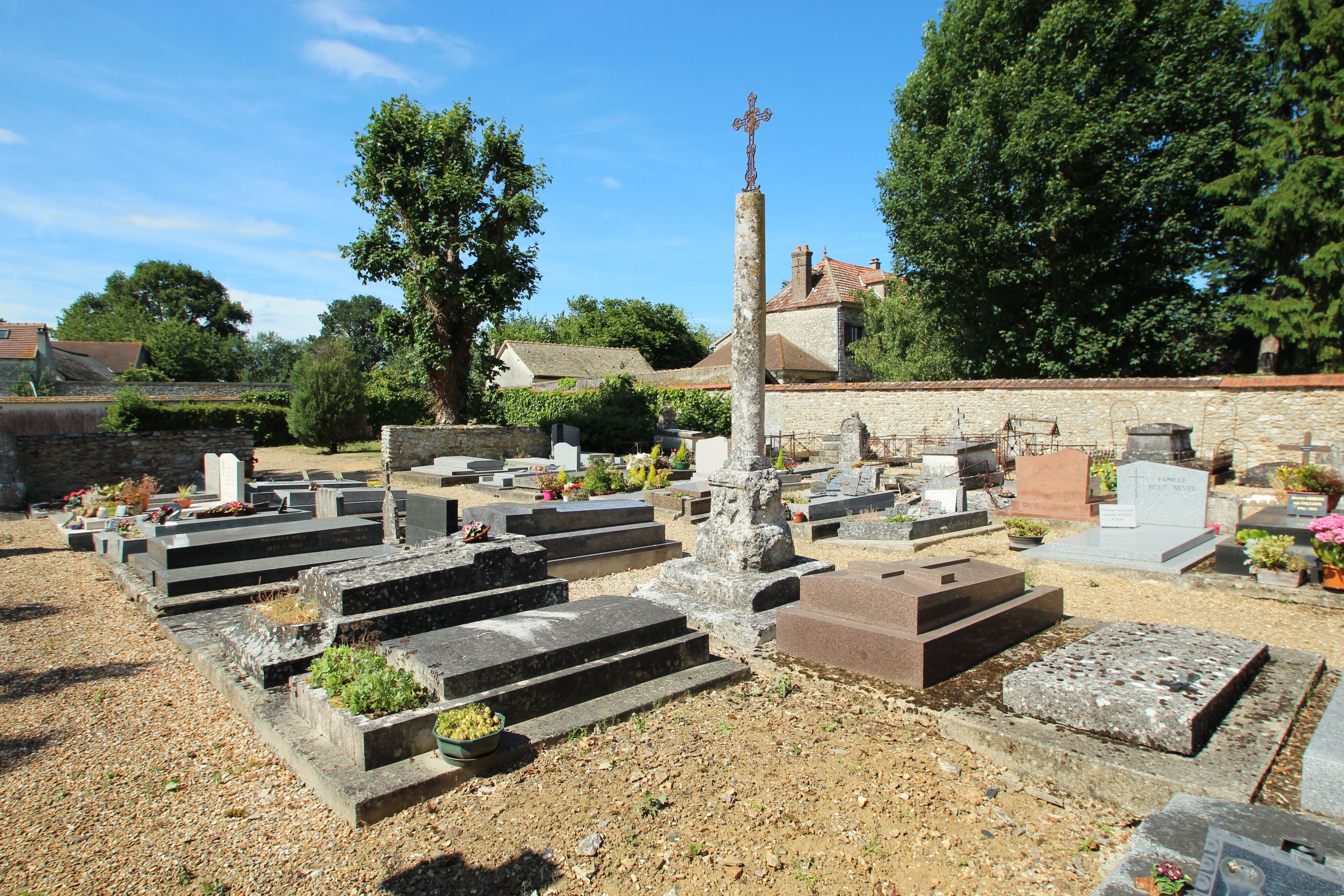
Militärfriedhof
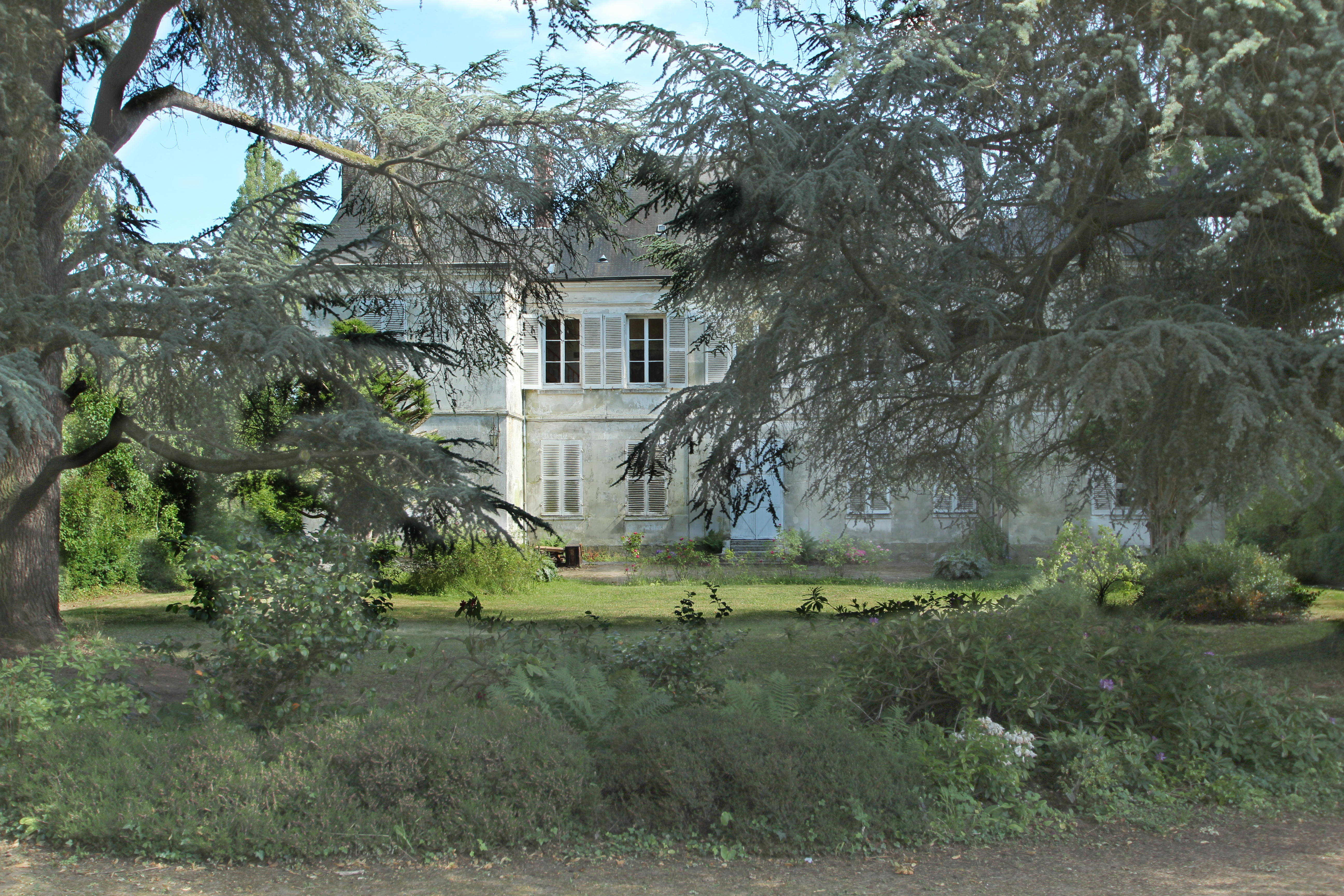
Schloss von Cravent
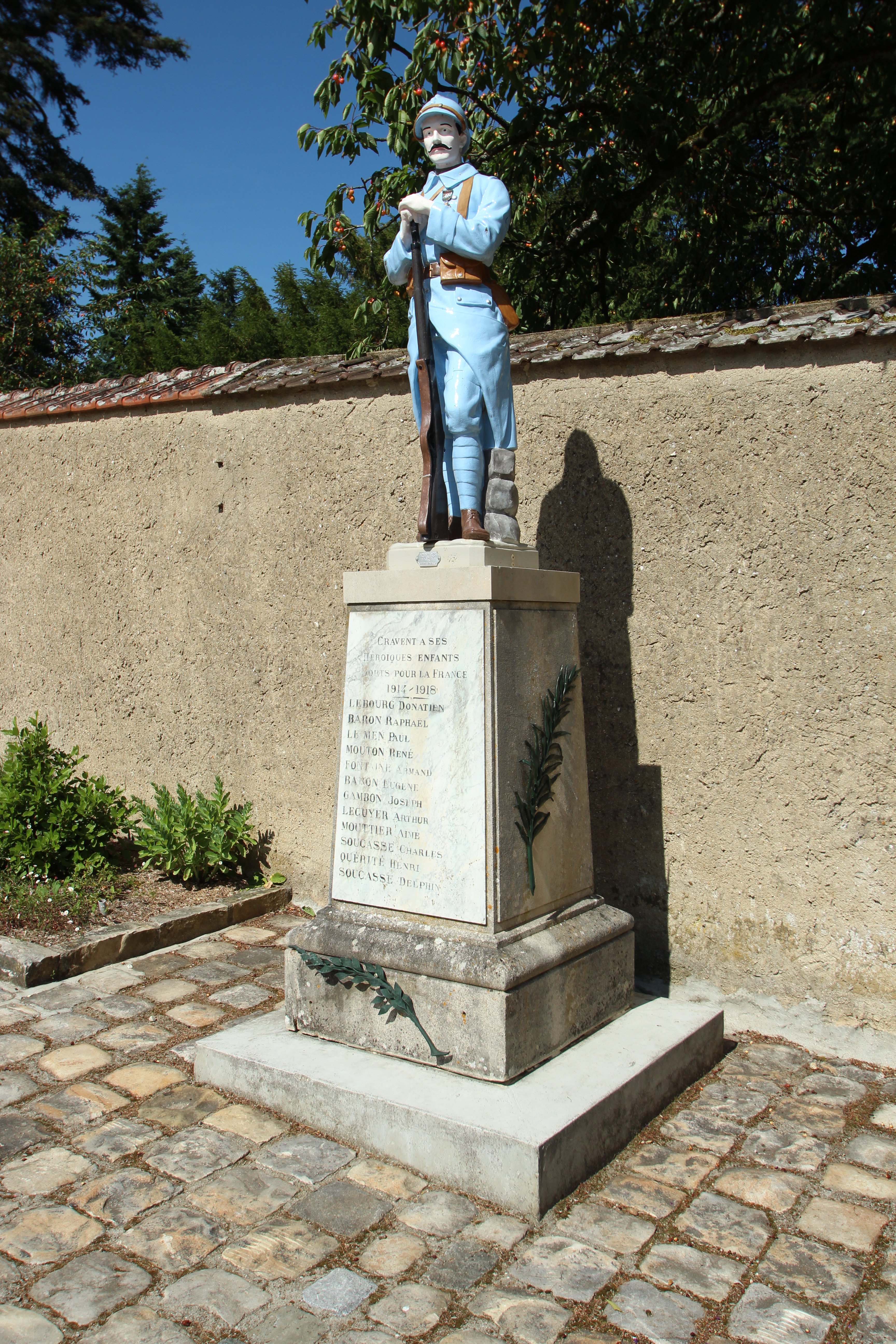
Kriegerdenkmal

## Bevölkerungsentwicklung
| Jahr      | 1962 | 1968 | 1975 | 1982 | 1990 | 1999 | 2004 | 2009 | 2014 |
| --------- | ---- | ---- | ---- | ---- | ---- | ---- | ---- | ---- | ---- |
| Einwohner | 121  | 107  | 150  | 192  | 260  | 325  | 369  | 403  | 444  |